# Miquel Illa
Fou un organista català de mitjan segle xvii. El 1668 exercia el magisteri de l'orgue de la catedral-basílica del Sant Esperit de Terrassa.